# ورونیکا تصمیم می‌گیرد بمیرد
ورونیکا تصمیم می‌گیرد بمیرد (به پرتغالی: Veronica Decide Morrer، به انگلیسی: Veronika Decides to Die) رمانی از پائولو کوئلیو است. داستان در مورد ورونیکای ۲۴ سالهٔ  اسلوونیایی است که علی‌رغم زندگی نرمالش تصمیم به خودکشی می‌گیرد. این کتاب تا حدودی بر پایهٔ تجربیات شخصی کوئلیو از بیمارستان‌های روانی مختلف است و حول محور دیوانگی می‌چرخد. داستان حاوی این پیام است: «دیوانگی جمعی، عقلانیت خوانده می‌شود.»